# Via di rullaggio

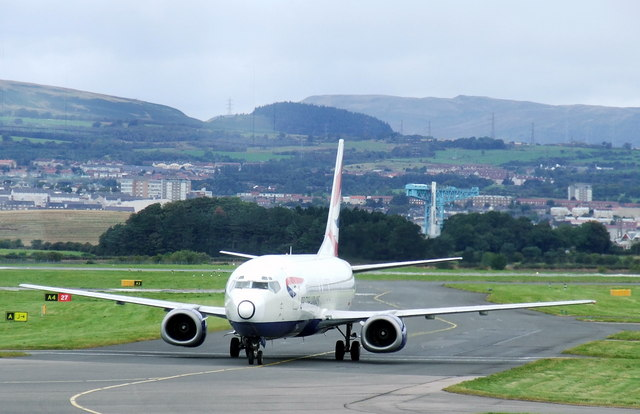
Un velivolo in movimento su di una via di rullaggio dell'Aeroporto di Glasgow

Una via di rullaggio, in lingua inglese taxiway, abbreviata come TWY, è una superficie delimitata all'interno di un aeroporto che identifica il percorso che gli aeromobili debbono percorrere per spostarsi da un punto ad un altro. Una via di rullaggio collega ad esempio le piste con l'area di stazionamento, due diverse parti dell'area di parcheggio, le piazzole di sosta e altre strutture. Generalmente hanno una superficie rigida come conglomerato bituminoso o calcestruzzo, anche se gli aeroporti più piccoli a volte usano ghiaia o erba.

## Raccordi di uscita rapida
Gli aeroporti con maggior numero di movimenti sono dotati di raccordi di uscita rapida, in lingua inglese Rapid Exit Taxiways collegati ad angolo acuto alla pista in modo da consentire ai velivoli atterrati di liberare rapidamente la pista minimizzando i tempi di occupazione della stessa.